# Record d'un malson
Record d'un malson (Recuerdo de una pesadilla) es una obra de Joan Brossa del año 1989.

## Historia
En 1989 el entonces alcalde de San Adrián de Besós pidió a Brossa un poema objeto para la ciudad. El poeta, según explicó, después de pasear un día por el barrio de la Mina, decidió hacer un poema dedicado a Josep M. de Porcioles, el alcalde de Barcelona de la época franquista que más duró en el cargo (1957- 1973). El motivo era que el polígono había empezado a construirse durante aquella legislatura con el fin de alojar barraquistas de Barcelona y del Campo de la Bota de San Adrián, y que, de algún modo, Porcioles representaba la especulación urbanística de esos años. La pieza que Brossa imaginó fue un monumento que él mismo consideraba "anticonmemorativo", "denigratorio", "condenatorio", "anticelebrativo" y "recriminatorio". Se trata de una silla de oficina de hierro (el poeta quería la típica silla de oficina, puesto que Porcioles era notario) que sostiene una bandeja de bronce con la cabeza de mármol del alcalde. Debía situarse en la plaza Josep Tarradellas de La Mina, pero, cuando en 1991 Brossa entregó la obra al Ayuntamiento, éste no se atrevió a ponerla en un lugar público abierto, debido a la dureza de la propuesta, y la guardó en un almacén. Sin embargo, en 1995 dos concejales del Ayuntamiento de Iniciativa per Catalunya la sacaron del lugar donde estaba guardada (con la excusa de retratarla) y la colocaron en el Parc del Besòs . Antes de un día fue retirada y devuelta al almacén. Brossa asistió al acto y la prensa se hizo eco de la noticia. La historia no acabó aquí porque al cabo de un tiempo la obra se trasladó al vestíbulo de la Biblioteca Popular de San Adrián, donde permaneció hasta la inauguración del Museo de la Inmigración (noviembre de 2004), donde ahora se puede ver desde el porche de la entrada. La situación del Museo en una especie de manzana en medio de vías rápidas proporciona aún más el carácter de cierre de la pieza.